# Diary of a Prosecutor
Diary of a Prosecutor (Hangul: 검사내전; RR: Geomsanaejeon, lit. Prosecutor Civil War), es una serie de televisión surcoreana transmitida del 16 de diciembre del 2019 hasta el 11 de febrero del 2020, a través de la JTBC.
La serie está basada en "Prosecutor Civil War" del fiscal Kim Woong. Y es narrada por Lee Sun-woong, personaje interpretado por el actor Lee Sun-kyun.

## Sinopsis
La serie sigue las historias de la vida diaria de los fiscales con exceso de trabajo en la ciudad ficticia de Jinyoung que permanecen despiertos toda la noche para abordar todos los casos entregados por la policía.
Lee Sun-woong trabaja en la Fiscalía de su distrito local, y aunque por fuera parece ser un poco lento y como si no tuviera ambiciones en la vida, en realidad es un fiscal dedicado a su trabajo. Mientras que Cha Myung-joo, es una fiscal de élite, que asciende en la escala del éxito en la fiscalía antes de ser enviada a una sucursal.
Junto a ellos, están el jefe de la unidad criminal 2 de la fiscalía del distrito de Jinyoung, Jo Min-ho y los fiscales Hong Jong-hak, Oh Yoon-jin y Kim Jung-woo.

## Reparto

### Personajes principales
| Actor         | Personaje     | N.º de episodios | Notas |
| ------------- | ------------- | ---------------- | --- |
| Lee Sun-kyun  | Lee Sun-woong | 16               | Es un apasionado fiscal de la Unidad Penal 2 de la Fiscalía del Distrito de Jinyoung con más de 10 años de experiencia, que proviene de un entorno adinerado. Conoció a Cha Myung-joo en la universidad y en el trabajo a menudo suele estar en desacuerdo con ella. |
| Jung Ryeo-won | Cha Myung-joo | 16               | Previamente una exitosa fiscal de Seúl, después de un incidente no tiene más remedio que mudarse a Jinyoung y trabajar en la Unidad Penal 2 de la Fiscalía del Distrito de Jinyoung, hasta que pueda regresar a la capital. Estudió en la misma universidad que Lee Sun-woong, pero ingresó a la acción legal un año antes que él. Myung-joo tiende a no perder tiempo en los casos, por lo que parece descuidada ante los ojos de sus demás colegas. |
| Lee Sung-jae  | Jo Min-ho     | 16               | Es el Jefe de la Unidad Criminal/Penal 2 de la Fiscalía del Distrito de Jinyoung, quien ha sido fiscal durante 18 años, que no soporta que su equipo siga en segundo lugar en la oficina. Después del inicidente de Cha Myung-joo en Seúl, la convence para unirse a su unidad, esperando que su llegada mejore los resultados de su equipo. |
| Kim Kwang-kyu | Hong Jong-hak | 16               | Es un fiscal de la Unidad Penal 2 de la Fiscalía del Distrito de Jinyoung con más de 14 años de experiencia. |
| Lee Sang-hee  | Oh Yoon-jin   | 16               | Es una madre trabajadora de la Unidad Penal 2 de la Fiscalía del Distrito de Jinyoung, que ha sido fiscal durante 4 años. |
| Jeon Sung-woo | Kim Jung-woo  | 16               | Es el fiscal más joven de la Unidad Penal 2 de la Fiscalía del Distrito de Jinyoung y pronto Cha Myung-joo se convierte en su mentora. Jung-woo disfruta tener citas, pero su carga de trabajo generalmente se lo impide. Al inicio no tiene una verdadera pasión por su trabajo y sólo decide convertirse en fiscal porque la profesión es bien vista por los demás.                                                                                 |

### Personajes secundarios
| Actor          | Personaje      | N.º de episodios | Notas |
| -------------- | -------------- | ---------------- | --- |
| Baek Hyun-joo  | Jang Man-ok    | -                | Es una investigadora y miembro de la oficina del Distrito de Jinyeong con 30 años de experiencia que por lo general trabaja en colaboración con Lee Sun-woong.                                                      |
| Ahn Chang-hwan | Lee Jung-hwan  | -                | Es un investigador y miembro de la oficina del Distrito de Jinyeong con 8 años de experiencia que es asignado a la oficina de Cha Myung-joo.                                                                        |
| Ahn Eun-jin    | Sung Mi-ran    | -                | Es una asistente y miembro de la oficina del fiscal del Distrito de Jinyeong con 3 años de experiencia asignada a la oficina de Lee Sun-woong y Cha Myung-joo, que es muy callada y sólo habla cuando es necesario. |
| Jung Jae-sung  | Kim In-joo     | -                | Es el jefe de la rama de la oficina del fiscal del Distrito de Jinyeong con 24 años de experiencia. |
| Kim Yong-hee   | Nam Byung-joon | -                | Es el jefe del departamento penal con 18 años de experiencia que ingresa a la fiscalía el mismo año que Jo Min-ho.                                                                                                  |
| Cha Soon-bae   | Choi Tae-joong | -                | Es un abogado. |

### Otros personajes
| Actor           | Personaje               | Episodios donde apareció | Notas                                                             |
| --------------- | ----------------------- | ------------------------ | ----------------------------------------------------------------- |
| Park Sang-yong  | Park Sang-yong          | -                        | Es un fiscal.                                                     |
| Shim Eun-woo    | Ye-rim                  | 1                        |                                                                   |
| Kwak Ja-hyung   | Lee Soon-chul           | 1                        | Es un chamán.                                                     |
| Bae Sung-il     | -                       | 1                        | Es un detective.                                                  |
| Kim Jung-soo    | -                       | 1                        | Es un actor en el drama.                                          |
| Kim Mi-hye      | -                       | 1                        | Es una reportera.                                                 |
| Son Kyung-won   | Kim Young-choon         | 2-3                      | Es una de las víctimas de salarios impagos.                       |
| Hong Seo-joon   | Min Sung-jin            | 2, 14                    | Es el Fiscal en Jefe del Distrito de Seúl.                        |
| Kim Hyun-tae    | -                       | 2                        | Es un joven en la ceremonia de graduación.                        |
| Sung Ian        | Kim Jang-shin           | -                        |                                                                   |
| Kim Sun-kyung   | Kim Joo-yun             | 3                        |                                                                   |
| Im Yong-soon    | -                       | 3                        | Es un presentador de premios.                                     |
| Kang Hak-soo    | -                       | 4                        | Es un sospechoso.                                                 |
| Baek Seung-chul | -                       | 5                        | Es un repartidor.                                                 |
| Heo Woong       | -                       | 5                        | Es el gerente de la sala de juegos.                               |
| Yong Jin        | -                       | 5                        | Es un empleado de la sala de juegos.                              |
| Kim Han-sang    | -                       | 5                        | Es un hombre pidiendo una cerveza en el sitio de juegos ilegales. |
| Jeon Jin-ki     | Cha Joo-hwan            | 6                        | Es el padre de Cha Myung-joo.                                     |
| Kang Ae-shim    | Moon Ok-rim             | 6                        | Es la madre de Cha Myung-joo.                                     |
| Min Kyung-ok    | Jang Young-sook         | 6                        | Es una víctima de violencia doméstica.                            |
| Choi Hyung-joo  | Jae Hoon                | 6-7                      |                                                                   |
| Kang Dong-yup   | Bae Yeong-jun           | 8                        |                                                                   |
| Jang Joon-ho    | -                       | 8                        | Es un profesor.                                                   |
| Yoo Ha-bok      | Mr. Jung                | 9-10, 14                 | Es un fiscal en jefe.                                             |
| Go In-bum       | Hwang Il-soo / "The Ax" | 9                        | Es un hombre involcrado en la petición civil.                     |
| Jung Dong-gyu   | Park In-ho              | 9                        | Es un fiscal general.                                             |
| Kang Moon-kyung | Kang Jun-mo             | 10                       | Es un asambleísta.                                                |
| Park Boo-gun    | Kang In-sang            | 10, 14                   |                                                                   |
| Kim Yoo-suk     | Choi Jong-hoon          | 11-14                    | Es el jefe de una de las ramas.                                   |
| Shin Hee-gook   | -                       | 11                       | Es un estudiante de leyes.                                        |
| Park Yong       | Ahn Jong-soo            | -                        |                                                                   |
| Jo Yi-haeng     | Park Seon-woo           | 12, 14                   |                                                                   |
| Jung Hyun-seok  | Park Young-soo          | 13                       |                                                                   |
| Choi Min-geum   | Kang Hyun-suk           | 13                       |                                                                   |
| Bae Gi-beom     | Kim Young-ho            | 13                       | Es un estafador.                                                  |
| Sung Hyun-mi    | -                       | 13                       | Es la dueña del restaurante.                                      |
| Kim Mi-ra       | Ms. Seo                 | 13                       |                                                                   |
| Park Sung-yun   | Kang Young-hee          | 13                       |                                                                   |
| Kim Jung-jin    | Bae Soo-min             | 13                       |                                                                   |
| Lee Do-hyung    | Seo Hye-sook            | 13                       |                                                                   |
| Jin Yong-wook   | Gu Jae-hwan             | 14                       | Es un chofer.                                                     |
| Song Kyung-eui  | -                       | 14                       | Es un juez.                                                       |
| Lee Yoon-jae    | Jo Hyung-jae            | 15                       |                                                                   |
| Kwak Soo-jung   | -                       | 15                       | Es la madre de Bang Bae-seong.                                    |
| Byun Jung-soo   | -                       | 16                       | Es la exesposa de Jo Min-ho.                                      |
| Choi Ji-yeon    | -                       | -                        | Es una miembro del staff.                                         |
| Lee Tae-goo     | -                       | -                        |                                                                   |
| Moon Sun-yong   | -                       | -                        |                                                                   |
| Shin Chul-jin   | -                       | -                        |                                                                   |
| Moon Hyun-jung  | -                       | -                        |                                                                   |

## Episodios
La serie está conformada por 16 episodios, los cuales fueron emitidos todos los lunes y martes a las 21:30 (KST).

### Raitings
Los números en color rojo indican las calificaciones más bajas, mientras que los números en azul indican las calificaciones más altas.
| Ep.      | Fecha de emisión        | Cuota de audiencia promedio | Cuota de audiencia promedio |
| Ep.      | Fecha de emisión        | AGB Nielsen                 | AGB Nielsen                 |
| Ep.      | Fecha de emisión        | Nacional                    | Seúl                        |
| -------- | ----------------------- | --------------------------- | --------------------------- |
| 1        | 16 de diciembre de 2019 | 5,042%                      | 5,029%                      |
| 2        | 17 de diciembre de 2019 | 4,996%                      | 5,089%                      |
| 3        | 23 de diciembre de 2019 | 4,685%                      | 4,951%                      |
| 4        | 24 de diciembre de 2019 | 4,238%                      | 4,798%                      |
| 5        | 6 de enero de 2020      | 3,588%                      | 3,681%                      |
| 6        | 7 de enero de 2020      | 3,810%                      | 3,921%                      |
| 7        | 13 de enero de 2020     | 3,203%                      | 3,328%                      |
| 8        | 14 de enero de 2020     | 3,836%                      | 3,865%                      |
| 9        | 20 de enero de 2020     | 3,214%                      | 3,334%                      |
| 10       | 21 de enero de 2020     | 3,684%                      | 3,286%                      |
| 11       | 27 de enero de 2020     | 2,73%                       | 3,134%                      |
| 12       | 28 de enero de 2020     | 3,479%                      | 3,778%                      |
| 13       | 3 de febrero de 2020    | 2,981%                      | 3,314%                      |
| 14       | 4 de febrero de 2020    | 4,004%                      | 4,135%                      |
| 15       | 10 de febrero de 2020   | 3,289%                      | 3,366%                      |
| 16       | 11 de febrero de 2020   | 4,208%                      | 4,492%                      |
| Promedio | Promedio                | 3,812%                      | 3,969%                      |

## Música
El OST de la serie está conformado por las siguientes canciones:

### Parte 1
| N.º | Intérprete | Canción                     | Letra                       | Música        | Duración |
| --- | ---------- | --------------------------- | --------------------------- | ------------- | -------- |
| 1   | Young Tak  | "Fog Blues" (물안개 블루스) | Kim Young-min y Lee Jae-jin | Kim Young-min | 3:24     |
| 2   | Young Tak  | "Fog Blues" (Bossa)         | Kim Young-min y Lee Jae-jin | Kim Young-min | 3:21     |

### Parte 2
| N.º | Intérprete         | Canción                 | Letra                                        | Música                          | Duración |
| --- | ------------------ | ----------------------- | -------------------------------------------- | ------------------------------- | -------- |
| 1   | Namgoong Jin-young | "Is It Okay" (괜찮을까) | Namgoong Jin-young, Jung So-ri y Lee Jae-jin | Jung So-ri y Namgoong Jin-young | 3:06     |
| 2   | Namgoong Jin-young | "Is It Okay" (Bossa)    | Namgoong Jin-young, Jung So-ri y Lee Jae-jin | Jung So-ri y Namgoong Jin-young | 4:35     |

### Parte 3
| N.º | Intérprete  | Canción                                | Letra       | Música                      | Duración |
| --- | ----------- | -------------------------------------- | ----------- | --------------------------- | -------- |
| 1   | Xeuda       | "As The Wind Blows" (바람이 부는 대로) | Xeuda       | Xeuda                       | 3:15     |
| 2   | Ahn Hye-jin | "We Are Still" (여전히 우리는)         | Kim Ho-jung | Kim Ho-jung y Kim Young-min | 3:54     |

## Producción
La serie fue creada por Park Yeon-seon y desarrollada por la JTBC. También fue conocida como "Prosecutor Civil War" y "War of Prosecutors".
Fue dirigida por Lee Tae-gon (이태곤), quien contó con el apoyo de los guionistas Lee Hyun (이현), Seo Ja-yeon (서자연) y Park Yun-sun (박연선). 
Mientras que la producción estuvo en manos de Oh Nam-seok. 
La primera lectura del guion fue realizada en julio del 2019 en el edificio de la JTBC en Sangam-dong, Seúl, Corea del Sur. 
Las filmaciones fueron realizadas del 24 de agosto del 2019 hasta el 22 de enero del 2020. Las escenas quetienen lugar en la ciudad ficticia de Jinyoung fueron filmadas en Tongyeong, en la provincia de Gyeongsang del Sur, donde más de 150 miembros del elenco y el equipo residieron durante los cinco meses de filmación.
La exhibición de la serie tuvo lugar en el Palacio Imperial de Seúl el 16 de diciembre del 2019, unas horas antes del estreno, en presencia de los seis actores principales.
La serie fue distribuida por la JTBC y contó con el apoyo de la compañía de producción "S-PEACE".